# Antoni Bełchacki
Antoni Bełchacki herbu Topór – cześnik krakowski w latach 1720-1731, pisarz grodzki krakowski w latach 1718-1727.
Poseł województwa krakowskiego na sejm 1729 roku i  1730 roku.